# Пальчиковский сельский совет (Полтавский район)
Кировский сельский совет (укр. Кіровська сільська рада) — входит в состав
Полтавского района
Полтавской области
Украины.
Административный центр сельского совета находится в 
с. Пальчиковка.

## История
- 2016 — переименован в Пальчиковский сельский совет.

## Населённые пункты совета
- с. Пальчиковка
- с. Бугаевка
- с. Вытевка
- с. Гутыревка
- с. Карпуси
- с. Келебердовка
- с. Косточки
- с. Уманцевка
- с. Цыганское